# Văn phòng Tình báo Hải quân
Văn phòng Tình báo Hải Quân (Office of Naval Intelligence - ONI) là cơ quan tình báo quân sự của Hải quân Mỹ. Được thành lập vào năm 1882 chủ yếu để thúc đẩy các nỗ lực hiện đại hóa của Hải quân, ONI là thành viên lâu đời nhất của Cộng đồng Tình báo Hoa Kỳ và đóng vai trò là nguồn thông tin hàng hải hàng đầu của quốc gia. Kể từ Chiến tranh thế giới thứ nhất, nhiệm vụ của nó đã mở rộng để bao gồm báo cáo thời gian thực về sự phát triển và hoạt động của hải quân nước ngoài; bảo vệ tài nguyên và lợi ích hàng hải; giám sát và chống lại các mối đe dọa hàng hải xuyên quốc gia; cung cấp hỗ trợ kỹ thuật, tác chiến và chiến thuật cho Hải quân Hoa Kỳ và các đối tác; và khảo sát môi trường hàng hải toàn cầu. ONI sử dụng hơn 3.000 nhân viên quân sự và dân sự trên toàn thế giới và có trụ sở tại Trung tâm tình báo hàng hải quốc gia tại Suitland, Maryland.

## Lịch sử
Mặc dù đóng một vai trò tích cực và quyết định trong Nội chiến Mỹ, trong những năm sau đó, Hải quân Mỹ rơi vào tình trạng suy tàn. Việc thiếu cả tài trợ liên bang và lợi ích công cộng làm giảm quy mô, uy tín và ưu thế công nghệ của Navy;trong khi các tàu thép ngày càng trở thành tiêu chuẩn, Hải quân Hoa Kỳ hoàn toàn dựa trên gỗ. Đến cuối thế kỷ 19, sức mạnh hải quân của Mỹ đã trở nên lỗi thời so với châu Âu, và thậm chí còn bị tụt hậu so với hải quân của các quốc gia kém phát triển như Ottoman Thổ Nhĩ Kỳ và Chile.
Trong kỷ nguyên của Cách mạng công nghiệp, công nghiệp hóa nhanh chóng, thương mại toàn cầu hóa và mở rộng thuộc địa, lý thuyết quân sự thịnh hành thời bấy giờ cho rằng hải quân rất quan trọng đối với lợi ích thương mại và chiến lược của một quốc gia, cũng như nguồn gốc của uy tín và sức mạnh quốc gia. Trước những phát triển này, các sĩ quan hải quân và các chiến lược gia quân sự của Mỹ đã ủng hộ cho một lực lượng hải quân lớn hơn và công nghệ hơn có thể bảo vệ Mỹ. 'biên giới hàng hải rộng lớn, bảo vệ lợi ích thương mại và sức mạnh dự án ở nước ngoài'. Trong số các nhà cải cách hàng đầu có Trung úy Hải quân Theodorus Bailey Myers Mason, người kêu gọi thành lập một văn phòng tình báo hải quân chuyên thu thập thông tin về hải quân nước ngoài và khoa học hải quân mới nhất để giúp xây dựng lại Hải quân Mỹ.
William H. Hunt, người từng phục vụ trong thời gian ngắn với tư cách là Bộ trưởng Hải quân dưới thời Tổng thống James Garfield, đã thành lập một Ban cố vấn hải quân có nhiệm vụ xây dựng lại Hải quân và đưa nó lên ngang tầm với các tiêu chuẩn toàn cầu. Phần lớn để đáp lại các khuyến nghị của Mason, vào ngày 23 tháng 3 năm 1882, Hunt đã ban hành Lệnh chung số 292, có nội dung:
Một "Văn phòng tình báo" được thành lập tại Cục Điều hướng với mục đích thu thập và ghi lại những thông tin hải quân có thể hữu ích cho Bộ trong thời chiến, cũng như trong hòa bình.
Để tạo điều kiện thuận lợi cho công việc này, Department Library ẽ được kết hợp với "Văn phòng Tình báo" và được đặt dưới sự chỉ đạo của Chánh Văn phòng Cục Hàng hải.
Chỉ huy và tất cả các sĩ quan khác được chỉ đạo tận dụng mọi cơ hội có thể phát sinh để thu thập và chuyển tiếp đến các vấn đề chuyên môn của "Văn phòng Tình báo" có khả năng phục vụ đối tượng trong tầm nhìn.

Văn phòng Tình báo Hải quân mới sẽ có trụ sở tại Tòa nhà Nhà nước, Chiến tranh và Hải quân (nay là Tòa nhà Văn phòng Điều hành cũ), với Mason được bổ nhiệm làm "Trưởng Văn phòng Tình báo" đầu tiên. Theo quan niệm ban đầu, ONI đã hỗ trợ cho sự tiến bộ của Hải quân bằng cách phái tùy viên hải quân đi khắp thế giới để thu thập dữ liệu và các tài nguyên liên quan đến mới nhất trong chiến tranh hải quân. Những phát hiện này sẽ được phân tích, giải thích và phổ biến cho các nhà lãnh đạo Hải quân và các quan chức chính phủ, giúp thông báo các chính sách và chương trình liên quan đến phát triển hải quân.

### Mở rộng
Mason đã kế nhiệm Giám đốc tình báo của Chuẩn đô đốc Raymond P. Rodgers vào tháng 4 năm 1885. Ngoài việc tăng cường nghiên cứu và giám sát công nghệ hải quân của ONI ở nước ngoài, nhiệm kỳ bốn năm của Rodger đã thấy đối tác của ONI với Bộ Ngoại giao Mỹ thu thập thông tin về các lợi ích hàng hải chiến lược như Panama, Samoa và Vương quốc Hawaii. ONI cũng bắt đầu phát triển các khả năng trong mật mã, điều này sẽ báo trước sự phát triển của nó thành một văn phòng tình báo quân sự chính thức.
Năm 1890, một năm sau khi Rodger rời khỏi ONI, văn phòng được chuyển từ  Cục Hàng hải sang Bộ trưởng Hải quân, củng cố vai trò chính của nó trong sự tăng trưởng và phát triển của Hải quân. ONI nổi lên như một cánh tay tình báo của hải quân bắt đầu một cách nghiêm túc với Chiến tranh Tây Ban Nha–Mỹ năm 1898. Các hoạt động hải quân rất quan trọng trong cuộc xung đột và ONI chịu trách nhiệm bảo vệ Nhân viên Hải quân, cung cấp chiến thuật hỗ trợ và thực hiện các biện pháp chống tình báo. Tuy nhiên, điểm yếu trong thu thập thông tin tình báo của nó đã được tiết lộ.
ONI phát triển nổi bật dưới thời Tổng thống Theodore Roosevelt, một cựu Trợ lý Bộ trưởng Hải quân và người đam mê hải quân. Chính sách đối ngoại bành trướng của ông - và vai trò trung tâm của Hải quân Mỹ trong đó - làm cho tình báo hàng hải trở nên quan trọng hơn. Chuyến đi của "Hạm đội trắng vĩ đại" trên khắp thế giới từ năm 1906 đến 1907, bao gồm mười sáu tàu chiến thép mới được chế tạo, đã trình diễn máy gặt đập mới được tìm thấy của Mỹ và xác nhận những nỗ lực của ONI. Đến năm 1911, Mỹ đã xây dựng các siêu thiết giáp hạm với tốc độ cuối cùng sẽ trở nên cạnh tranh với nước Anh.
Việc người Mỹ tham gia Chiến tranh thế giới thứ nhất vào năm 1917 đã đánh dấu một bước ngoặt trong lịch sử của văn phòng. Tổng thống Woodrow Wilson đã cắt nghĩa về tầm quan trọng của một lực lượng hải quân mạnh đối với quốc phòng Hoa Kỳ. Dưới sự điều hành của ông, Quốc hội đã cho phép tăng nhân sự và tài trợ lớn đầu tiên của ONI, đồng thời mở rộng vai trò của mình để bao gồm các hoạt động an ninh nội địa - cụ thể là bảo vệ các cảng, bến cảng và các cơ sở hàng hải của Hoa Kỳ khỏi sự xâm nhập và phá hoại của kẻ thù. Nhiệm vụ của ONI thường đòi hỏi phải hợp tác với Các bộ Ngoại giao, Chiến tranh, Tư pháp, Thương mại và Lao động. Do tính chất ngày càng nhạy cảm trong công việc của mình, ONI cũng bắt đầu kiểm duyệt thông tin liên lạc qua radio và thư, điều này càng đánh dấu sự phát triển của nó như một văn phòng tình báo lớn.
Trong những năm 1920 và 1930, nhiều hoạt động của ONI được dành riêng cho Nhật Bản, đây là một lực lượng hải quân ngày càng tiến bộ và hiếu chiến. Văn phòng đã điều tra các công sự của Nhật Bản ở Thái Bình Dương, thu thập thông tin về máy bay và vũ khí của quân đội Nhật Bản, và hợp tác với Phòng Tình báo Quân đội(MID) của Quân đội Mỹ và Cục Điều tra Liên bang(FBI) để theo dõi các phần tử có khả năng lật đổ trong cộng đồng người Mỹ gốc Nhật; Giám đốc của ONI, Chuẩn đô đốc Walter Stratton Anderson, đã gặp gỡ hàng tuần với các đối tác của ông tại FBI và MID để thu thập và chia sẻ thông tin về các mối đe dọa nội bộ bị nghi ngờ. Năm 1929, Trưởng phòng hoạt động hải quân William D. Leahy đã thực hiện các chức năng thường trực của ONI với tư cách là một văn phòng tình báo, trong khi vào năm 1939, Tổng thống Franklin D. Roosevelt đã trao quyền cho văn phòng về các vấn đề an ninh nội địa.

### Thế chiến II
Sau khi Nhật Bản tấn công Trân Châu Cảng vào năm 1941, mối lo ngại về hoạt động lật đổ của người Mỹ gốc Nhật ngày càng trở nên bức xúc. ONI ủy nhiệm cho Kenneth Ringle, trợ lý sĩ quan tình báo quận cho Khu hải quân Eleventh ở Los Angeles, để tiến hành một cuộc điều tra kỹ lưỡng về dân số Nhật Bản. Ông tìm thấy ít bằng chứng về những kẻ phá hoại người Mỹ gốc Nhật, và trong báo cáo cuối cùng của mình với Tổng thống Roosevelt, đã khuyên chống lại tống giam hàng loạt, một quan điểm được chia sẻ bởi hầu hết các quan chức ONI, nhưng phần lớn bị bỏ qua bởi Quân đội và Bộ Chiến tranh.
Thế chiến II sẽ thấy một sự mở rộng khác về nhiệm vụ của ONI và sự gia tăng tiếp theo trong ngân sách và nhân viên của nó. Văn phòng đã thành lập hai trường tình báo đào tạo hàng trăm sĩ quan Intel cho Hải quân. Chi nhánh hoạt động đặc biệt của nó cung cấp thông tin tình báo quan trọng về công nghệ U-Boat của Đức, các hoạt động và chiến thuật đã được chứng minh là quyết định trong Trận chiến Đại Tây Dương. ONI cung cấp cho lực lượng Hoa Kỳ các sổ tay nhận dạng tàu và máy bay, cung cấp các chuyên gia nhiếp ảnh để nhận dạng tàu địch, hỗ trợ lập kế hoạch cho nhiệm vụ hải quân và chịu trách nhiệm dịch, đánh giá và phổ biến thông tin liên lạc của Nhật Bản bị chặn.

### Chiến tranh lạnh
While other parts of the Navy were downsized after the war, U.S. Fleet Admiral Chester Nimitz ensured ONI's continued strength, which was to prove important during the Cold War. Secretary of the Navy James Forrestal broadened ONI's mandate to include investigations of major criminal and security matters. In 1946, the Operational Intelligence Section was formed to provide fleet commanders with real-time analysis of the maritime activities and positions of foreign naval forces, namely the Soviet Navy. The Navy Field Operational Intelligence Office (NFOIO) was established in 1957 to provide more advanced signals intelligence and timely information on the intent of enemy forces.
ONI also made a concerted effort to enhance its technical and scientific resources, diversifying its personnel to reflect a wider range of expertise. The Navy Scientific and Technical Intelligence Center (NAVSTIC) was established in 1968 and shortly thereafter was folded into the Navy Reconnaissance and Technical Support Center (NRTSC). In response to the threat posed by nuclear-armed Soviet submarines, ONI developed the Sound Surveillance System (SOSUS) and the Ocean Surveillance Information system (OSIS), allowing the U.S. Navy to monitor and deter these threats.

### Hợp nhất và chuyển đổi
Beginning in 1988, and following the end of the Cold War, ONI's headquarters was moved to its current location in the National Maritime Intelligence Center (NMIC) in Suitland, Maryland. It was joined by Coast Guard Intelligence (CGI), which is responsible for domestic maritime operations, and the Marine Corps Intelligence Activity, which supports expeditionary missions in littoral areas. The housing of all three of the nation's principal maritime intelligence agencies was intended to better facilitate data sharing and coordination.
Since the start of the Global War on Terror in 2001—and the subsequently large role played by the U.S. Navy in related conflicts in Afghanistan, Iraq, and the Horn of Africa—ONI has experienced further expansion of its duties and functions. The year 2009 was characterized by a major reorganization of the office. Chief of Naval Operations Admiral Gary Roughead authorized ONI's conversion into a command with four subordinate commands, each with a specialized function: scientific and technical intelligence, operational intelligence, information services and technology, and expeditionary and special warfare support. All four commands were collocated in NMIC, which was afterward designated by the Director of National Intelligence as the nation's central source for integrated strategic maritime intelligence.
The same year, the Information Dominance Corps (IDC) was established by the Navy to train enlisted sailors and officers in a wide range of supporting intelligence capabilities. The IDC was redesignated in 2016 as the information warfare Community (IWC), with a greater emphasis on inter-disciplinary expertise in sustaining the U.S. Navy's operational and technological superiority. ONI provides the IWC with critical maritime intelligence and real-time global maritime surveillance.
The 21st century has also seen an extension of ONI's support beyond the Navy and U.S. government and towards relevant academic and commercial partners. In addition to operations related to the War on Terror, contemporary challenges that rely upon maritime intelligence include anti-piracy efforts, surveillance of potential maritime conflict zones (such as the territorial disputes in the South China Sea), and monitoring the activities and developments in emerging rival navies (such as those of China, Russia, and Iran).

## Tổ chức và nhân sự
According to its official website, ONI's organizational structure is specifically designed to "strengthen the Navy's conventional and irregular war fighting capacities, and to expand our foresight into new technologies, future platforms, weapons, sensors, C4ISR and cyber capabilities".
ONI is based in the National Maritime Intelligence Center (NMIC), located on the grounds of the Suitland Federal Center in Suitland, Maryland. It is collocated with its four specialized subcommands, known as "Centers of Excellence" – the Nimitz Operational Intelligence Center, Farragut Technical Analysis Center, Kennedy Irregular Warfare Center, and the Hopper Information Services Center. Since 2009, the facility has been designed to facilitate 24-hour-a-day coordination, collaboration, and analysis of maritime intelligence among ONI's subcommands, as well as its counterparts in the Marine Corps and Coast Guard. This integration is intended to offer both comprehensive and rapid intelligence to a broad range of stakeholders.
ONI is led by a commander, formally known as the Commander, Office of Naval Intelligence (COMONI), who also serves as Director of the NMIC. The COMONI's functions including fulfilling the national maritime intelligence duties required by the Navy, Department of Defense (DoD), and wider intelligence community.
There is also a Deputy Commander, who serves as the Commander’s primary assistant and adviser; a Chief Staff Officer, who directs the activities of staff directors and officers, and serves as the point of contact for other commands; and the Command Master Chief, who leads the enlisted personnel and advises the COMONI, Deputy Commander, and Chief of Staff on command policy.
ONI employs over 3,000 military and civilian personnel worldwide, including contractors. Its staff includes intelligence analysts, scientists, engineers, and other qualified specialists. In addition to its permanent staff, ONI is supported by more than 800 Navy Reservists, who assist the office during weekend drills and active duty.

### Trung tâm tình báo hành quân Nimitz
Được đặt theo tên Đô đốc Hạm đội Thế chiến II Chester W. Nimitz, Trung tâm tình báo hành quân Nimitz chịu trách nhiệm về Nhận thức tên miền hàng hải (MDA) và Hội nhập tình báo hàng hải toàn cầu (GMII), cho phép nó duy trì ưu thế chiến đấu của Hải quân Hoa Kỳ bằng cách cung cấp thông tin chính xác và kịp thời về khả năng và vị trí của lực lượng hải quân địch.

### Trung tâm phân tích kỹ thuật Farragut
Được đặt tên là Đô đốc David Farragut, Trung tâm Phân tích Kỹ thuật Farragut là Trung tâm Xuất sắc của Hải quân Hoa Kỳ về phân tích tình báo khoa học và kỹ thuật chiến lược (S & TI) về công nghệ, cảm biến, vũ khí, nền tảng, hệ thống chiến đấu, C4ISR và khả năng không gian mạng.
Ngoài các khả năng về mọi nguồn, Trung tâm Farragut còn tiến hành khai thác tài sản nước ngoài của ONI, phân tích thông tin tín hiệu, mô hình hóa và mô phỏng, và là nơi đặt phòng thí nghiệm tình báo âm thanh hàng hải quốc gia. Farragut là một trong bốn Trung tâm Xuất sắc là các Lệnh riêng biệt thuộc Văn phòng Tình báo Hải quân (ONI).

### Trung tâm tác chiến bất thường Kennedy
Được chỉ huy bởi một thuyền trưởng, Trung tâm Kennedy cung cấp hỗ trợ cho các lực lượng chỉ huy tác chiến viễn chinh của hải quân và lực lượng chỉ huy bằng cách cung cấp thông tin tình báo về các mối đe dọa tiềm tàng do chiến tranh bất đối xứng.Các nhà phân tích thường được yêu cầu thực hiện các nhiệm vụ trách nhiệm khác trong khu vực chuyên ngành này.

### Trung tâm Dịch vụ Thông tin Hopper
Được đặt theo tên Chuẩn đô đốc Grace Hopper, Trung tâm Hopper cung cấp các dịch vụ thông tin hỗ trợ các hoạt động hàng hải và tình báo toàn cầu. Nhân viên của nó bao gồm hơn 850 chuyên gia công nghệ thông tin có trụ sở tại 42 địa điểm tại 11 quốc gia. Trung tâm cũng hỗ trợ tích hợp, thử nghiệm, bảo vệ và bảo trì các công nghệ tiên tiến được sử dụng bởi ONI và các trung tâm của nó.